# ایستگاه راه‌آهن مرکزی وین
ایستگاه راه‌آهن مرکزی وین (انگلیسی: Wien Hauptbahnhof) ایستگاه راه‌آهن اصلی و مرکزی در وین، اتریش است.
این ایستگاه که در سال ۲۰۱۲ میلادی تأسیس شده به خطوط راه‌آهن سراسری یوروسیتی و یورونایت متصل است.

## نگارخانه

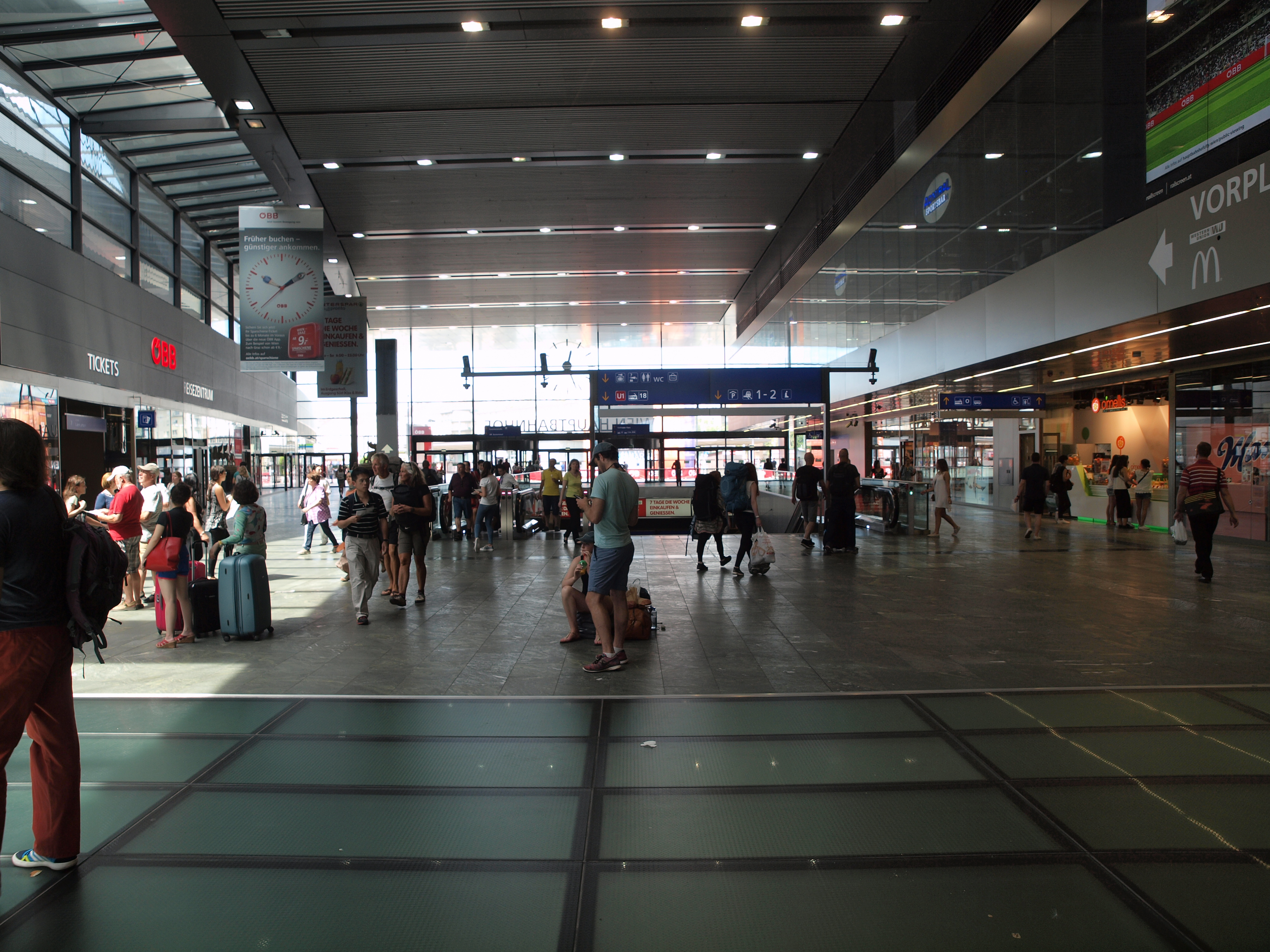
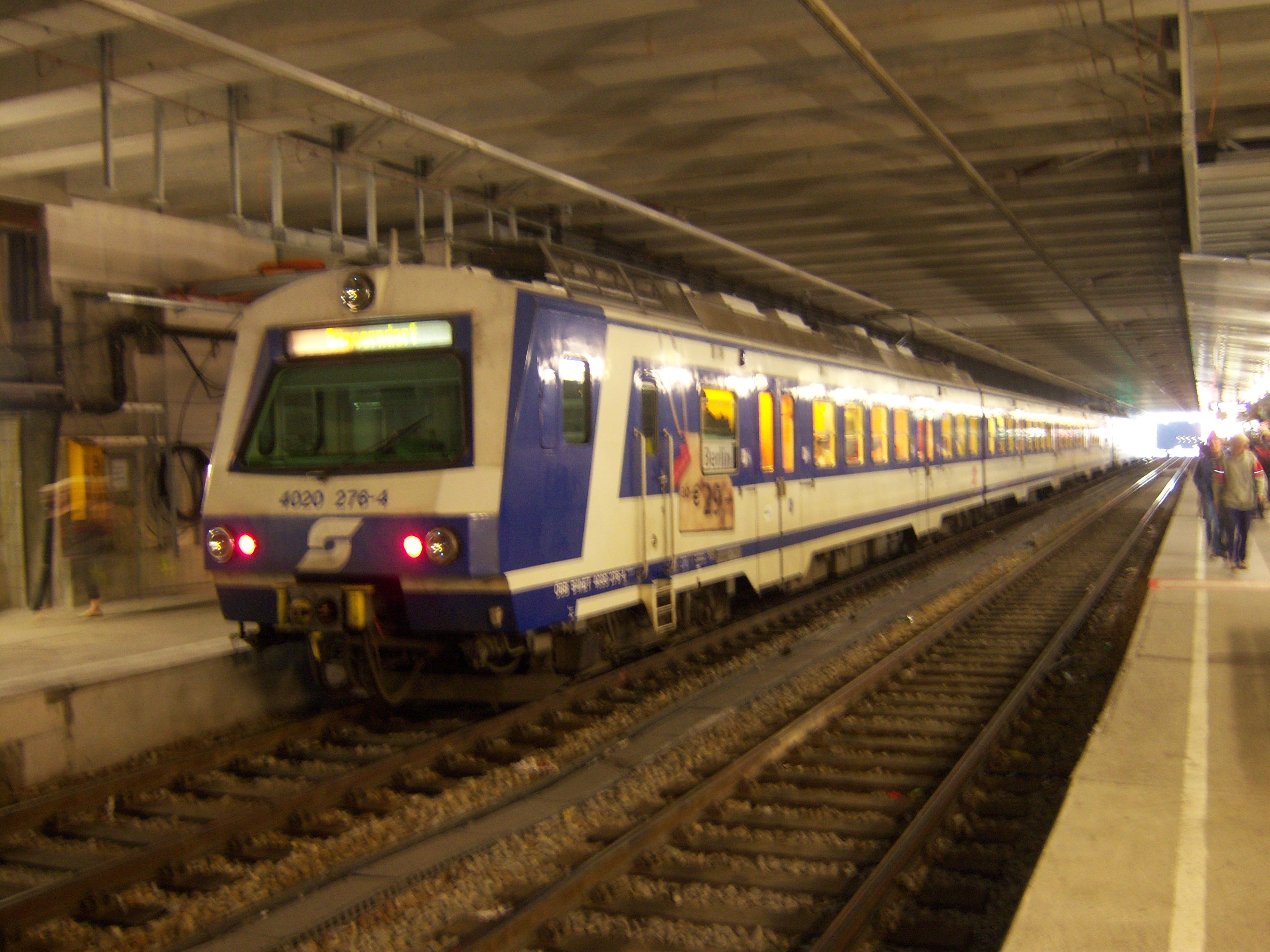
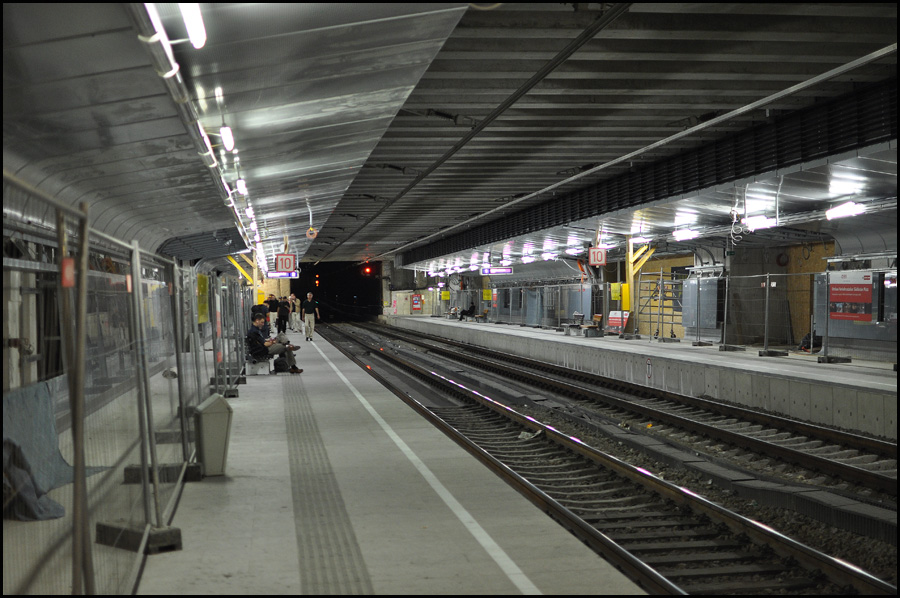
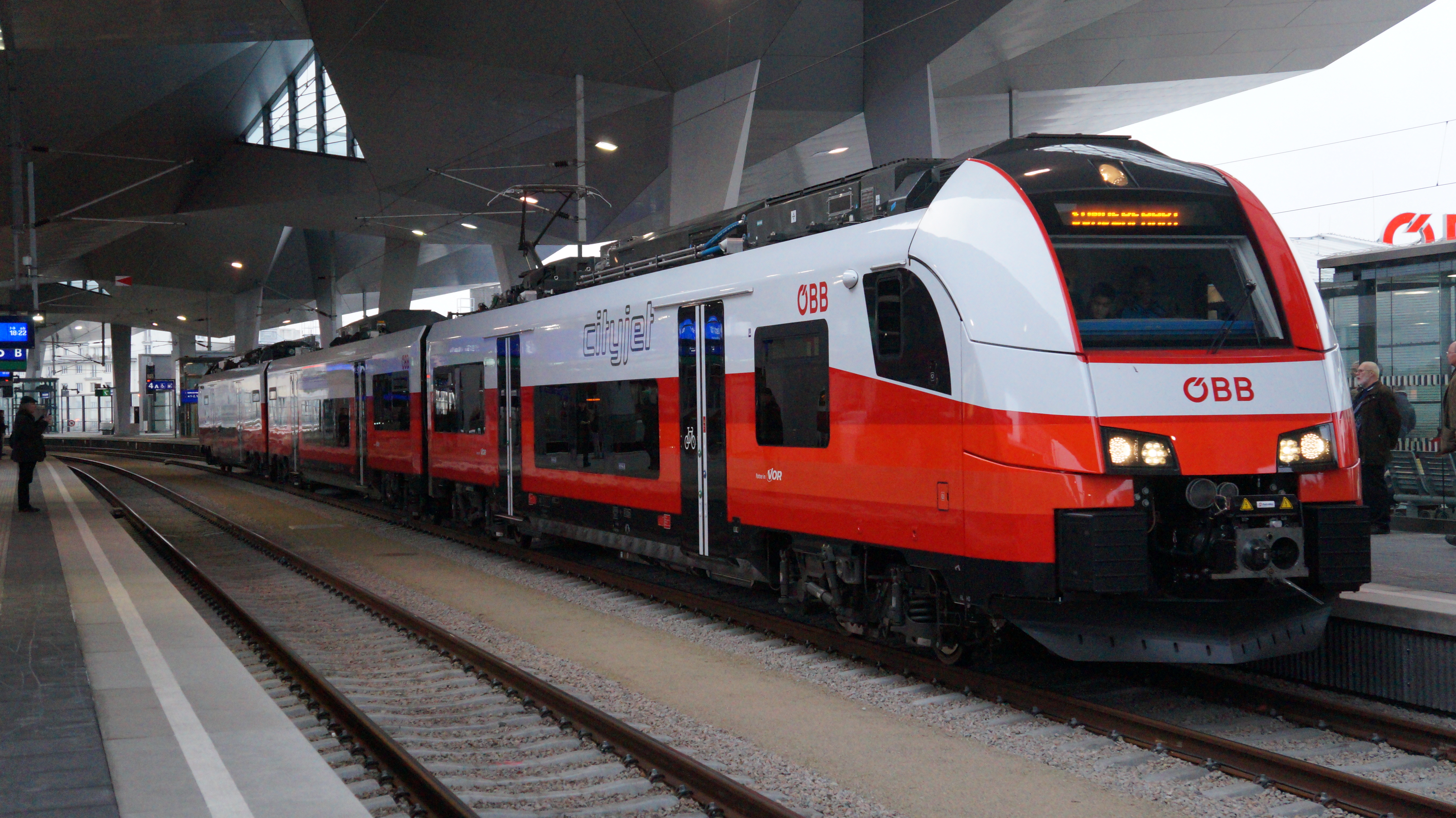
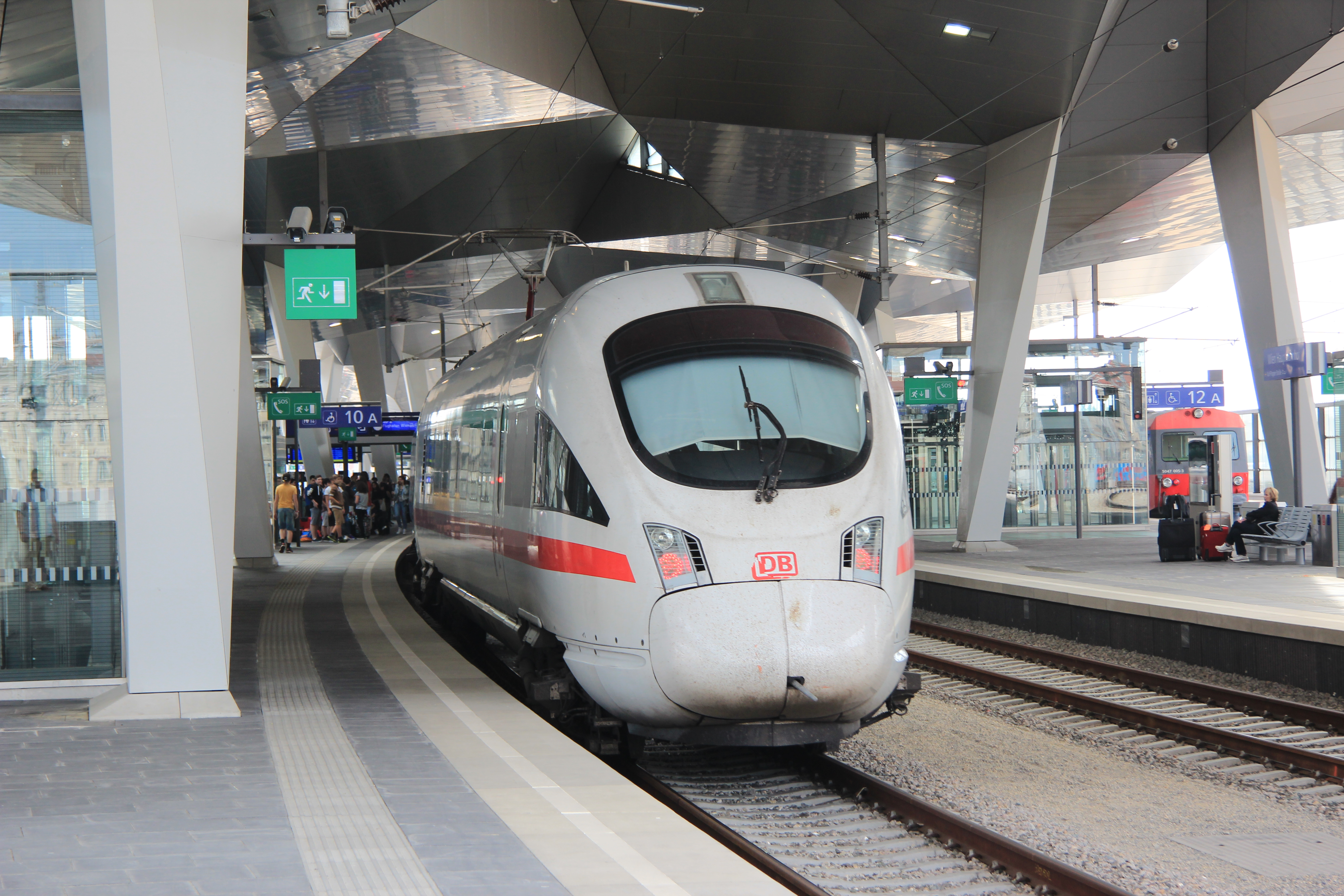
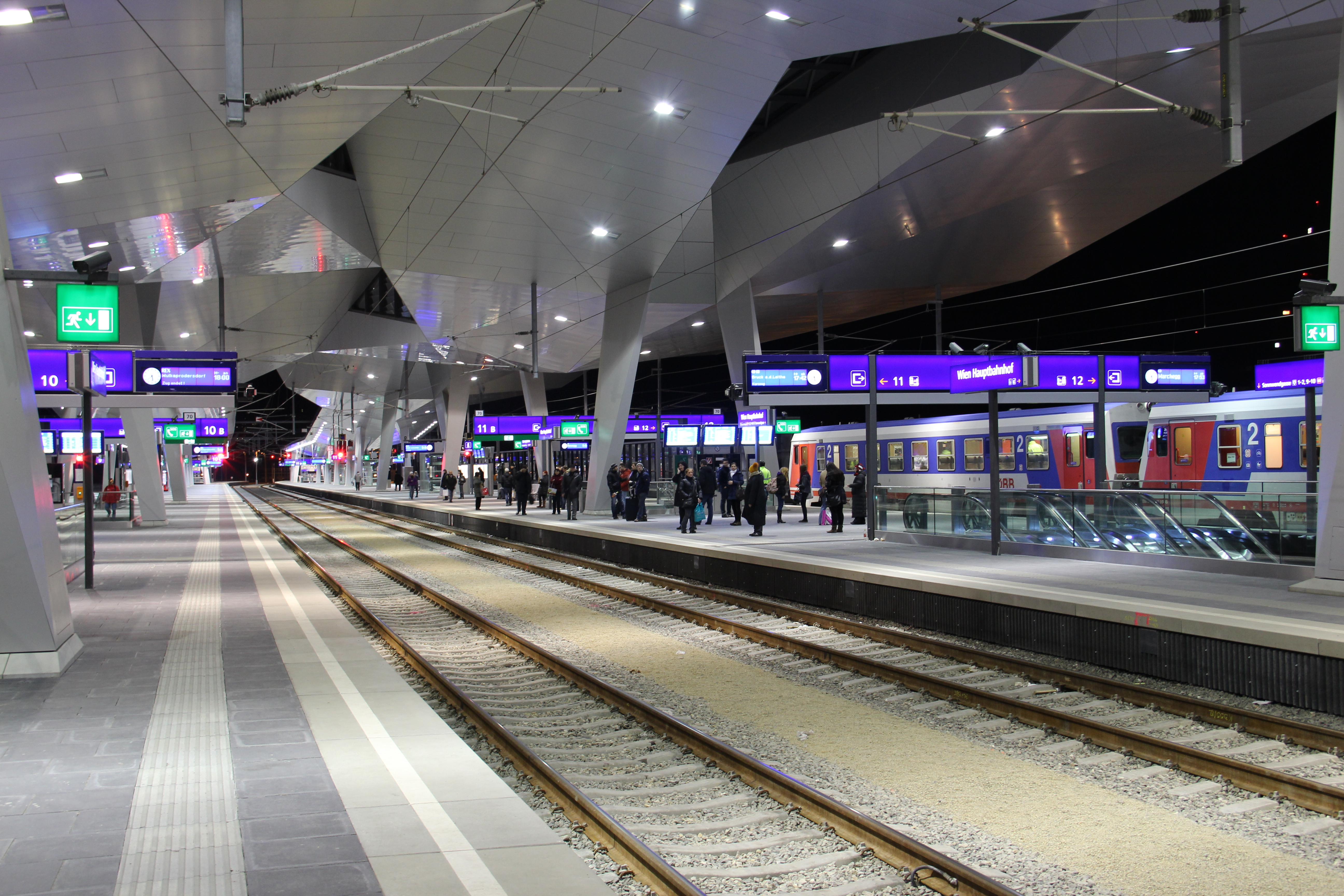
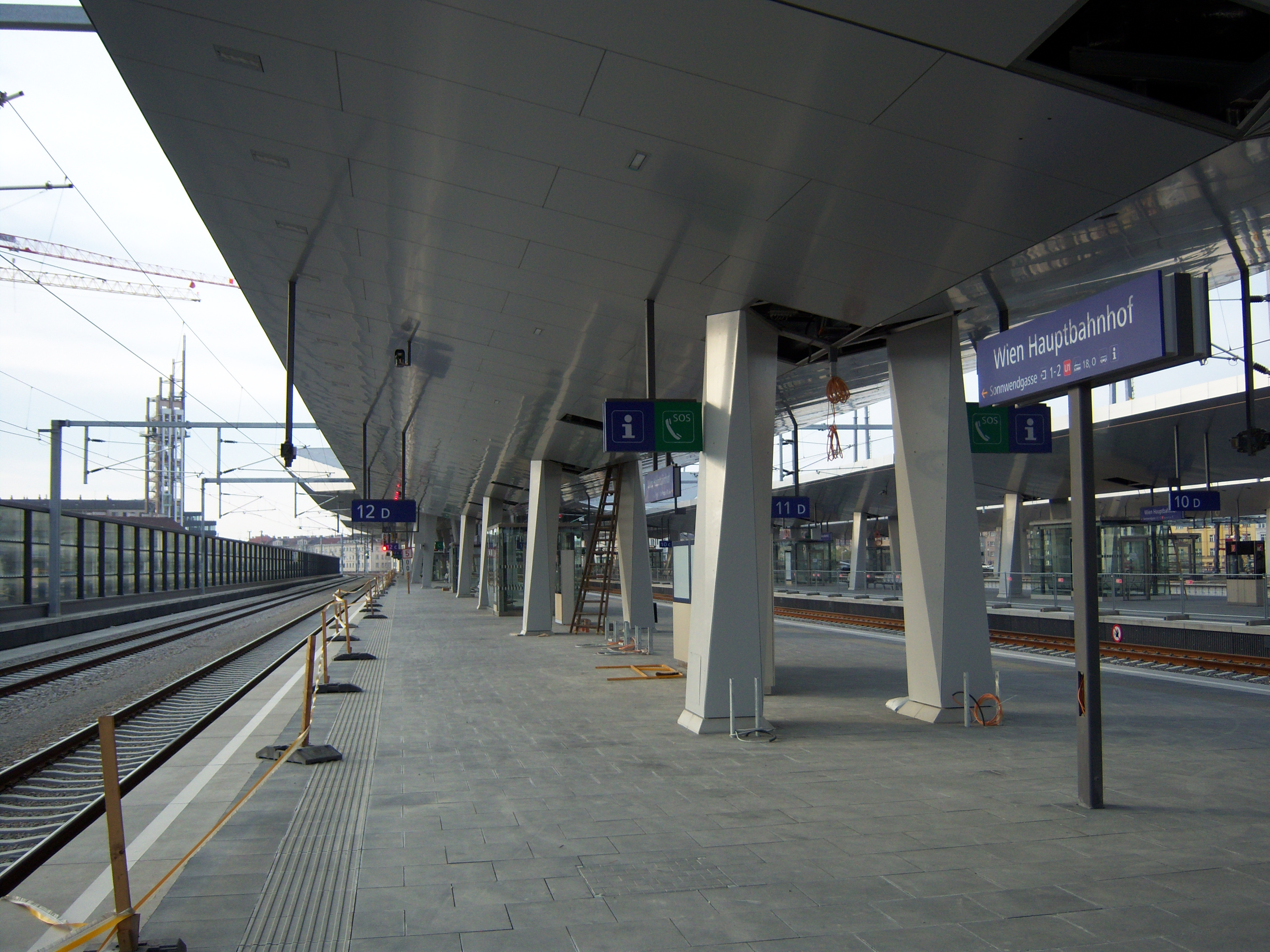
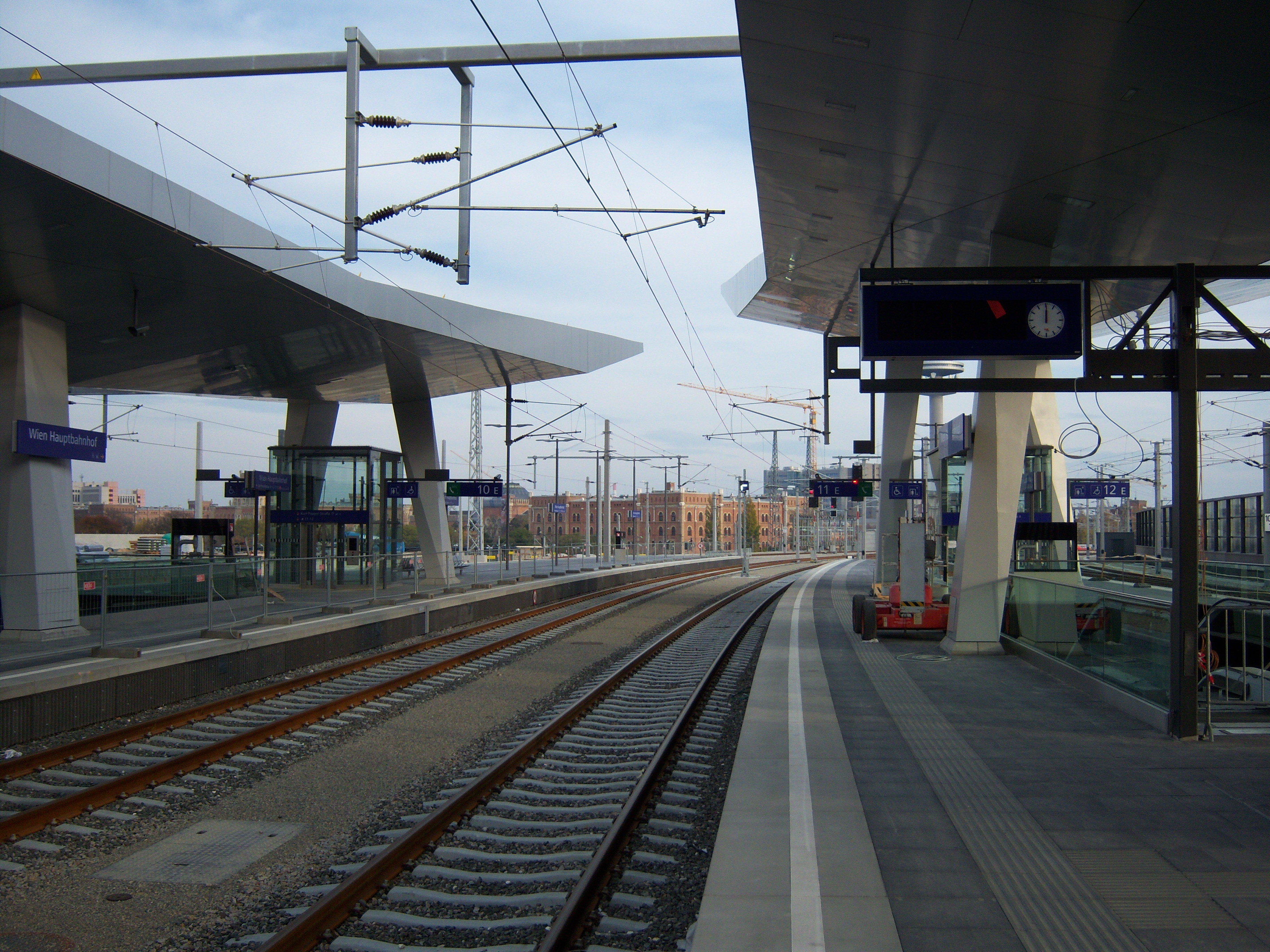